# Storhån (Hede socken, Härjedalen)
Storhån är en sjö i Härjedalens kommun i Härjedalen och ingår i Ljusnans huvudavrinningsområde.